# Cục Nghiên cứu Kinh tế Quốc gia Hoa Kỳ
Cục Nghiên cứu Kinh tế Quốc gia Hoa Kỳ (tiếng Anh: National Bureau of Economic Research), viết tắt là NBER, là một tổ chức nghiên cứu phi lợi nhuận tư nhân của Mỹ với "cam kết thực hiện và phổ biến các nghiên cứu kinh tế không thiên vị giữa các nhà hoạch định chính sách công, các chuyên gia kinh doanh và cộng đồng học thuật." NBER nổi tiếng với việc tiên đoán thành công ngày bắt đầu và ngày kết thúc cho các cuộc suy thoái ở Hoa Kỳ.
Nhiều Chủ tịch của Hội đồng Cố vấn Kinh tế cho Tổng thống Hoa Kỳ đã từng là nghiên cứu sinh cho NBER, bao gồm cả cựu Chủ tịch NBER và Giáo sư Đại học Harvard, Martin Feldstein.
Chủ tịch và Giám đốc điều hành hiện tại của NBER là Giáo sư James M. Poterba của Viện Công nghệ Massachusetts.

## Lịch sử
NBER được thành lập vào năm 1920. Nhân viên kinh tế đầu tiên của NBER là Wesley Mitchell, người giữ chức Giám đốc Nghiên cứu đầu tiên và cũng là người sáng lập của NBER. Người kế vị ông là Malcolm C. Rorty vào năm 1922.
Nhà kinh tế học người Mỹ gốc Nga Simon Kuznets, đồng thời là sinh viên của Mitchell, đang làm việc tại NBER khi chính phủ Hoa Kỳ tuyển dụng ông để giám sát việc sản xuất các ước tính chính thức đầu tiên về thu nhập quốc dân và được công bố vào năm 1934.
Vào đầu những năm 1940, công trình nghiên cứu của Kuznets về thu nhập quốc dân đã trở thành cơ sở để đo lường chính thức GNP và các chỉ số liên quan khác của nền kinh tế. NBER hiện đặt trụ sở tại Cambridge, Massachusetts với văn phòng chi nhánh tại Thành phố New York.